# واکنش حالت جامد
واکنش حالت جامد(به انگلیسی: solid-state reaction) که با نام‌های واکنش خشک و واکنش بدون حلال نیز شناخته می‌شود، به دسته‌ای از واکنش‌های شیمیایی گفته می‌شود که بدون حضور حلال (محصولات غذایی) در محیط واکنش انجام می‌گیرد. این عمل می‌تواند به دلایلی از جمله دلایل اقتصادی(قیمت بالای حلال)، دلایل زیست محیطی (خطر حلال برای محیط زیست)، جداسازی سریع محصولات بدون نیاز به حلال یا دستیابی به سرعت واکنش بالاتر به سبب غلیظ تر شدن واکنش دهنده‌ها در غیاب حلال، باشد.